# Перлов Андрій Борисович
Андрій Борисович Перлов (рос. Андрей Борисович Перлов; нар. 12 грудня 1961, Новосибірськ, Російська РФСР) — радянський легкоатлет, що спеціалізується на спортивній ходьбі, олімпійський чемпіон 1992 року, чемпіон Європи.

## Кар'єра
| Рік                           | Змагання         | Місто              | Місце            | Дисципліна       | Примітки         |
| Представник СРСР              | Представник СРСР | Представник СРСР   | Представник СРСР | Представник СРСР | Представник СРСР |
| ----------------------------- | ---------------- | ------------------ | ---------------- | ---------------- | ---------------- |
| 1990                          | Чемпіонат Європи | Спліт, Югославія   | 1                | ходьба на 50 км  | 3:54:36          |
| 1991                          | Чемпіонат світу  | Токіо, Японія      | 2                | ходьба на 50 км  | 3:53:09          |
| Представник Об'єднана команда |                  |                    |                  |                  |                  |
| 1992                          | Олімпійські ігри | Барселона, Іспанія | 1                | ходьба на 50 км  | 3:50:13          |